# О’Грэйди, Скотт

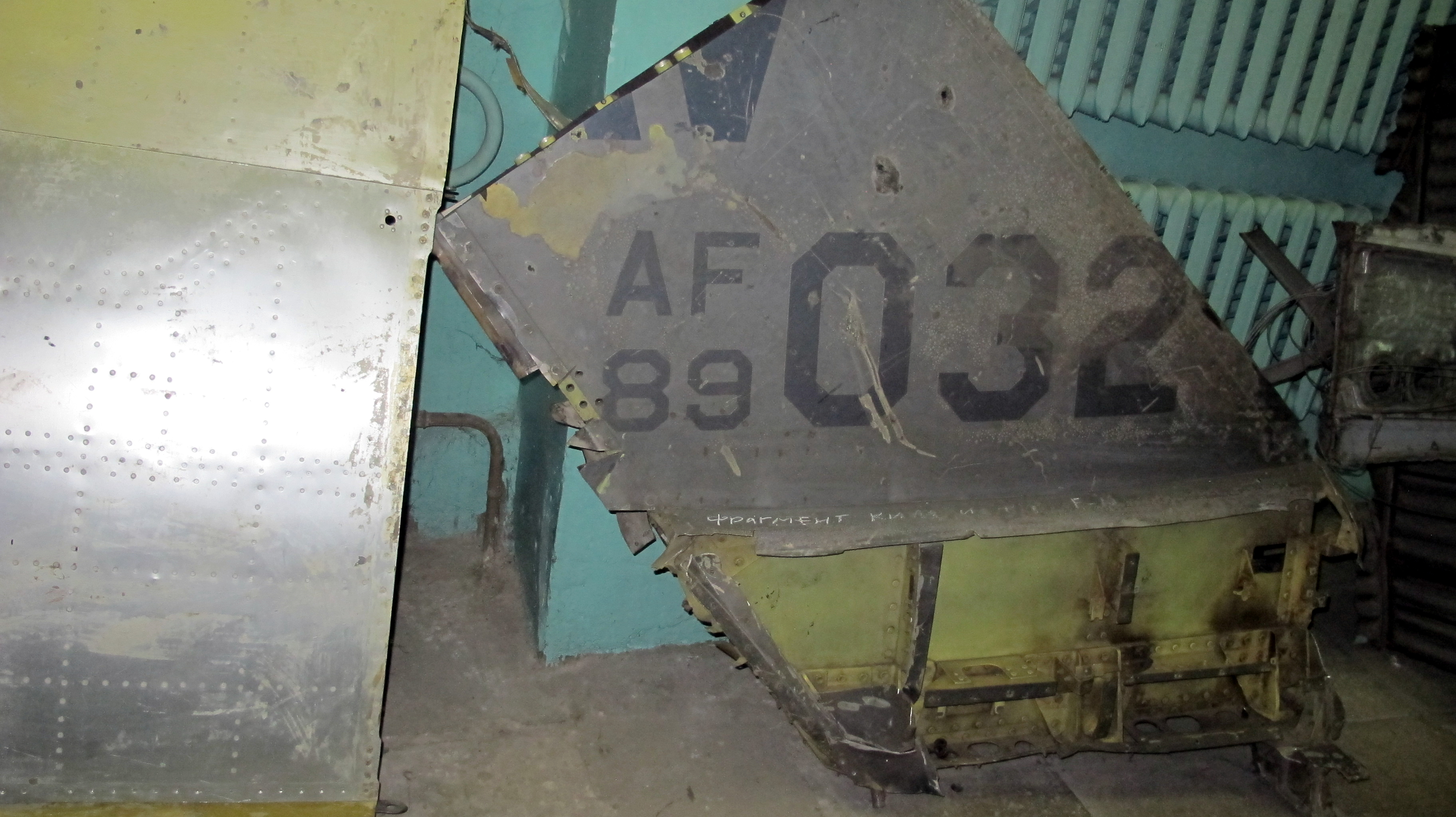
Конструкция плавника с самолета F-16 Скотта О'Грейди на выставке в музее МАИ

Скотт Фрэнсис О’Грейди (род. 12 октября 1965) — бывший пилот, капитан ВВС США, получивший известность после того, как 2 июня 1995 года его самолёт F-16C в ходе патрулирования зоны, запрещённой для полётов, был у Мрконьича сбит ракетой, выпущенной из установки «Куб» сил ПВО боснийских сербов. Он также принял участие в бою над Баней-Лукой, в котором обстрелял один из самолётов противника. По мотивам этих событий снят фильм «В тылу врага».
О’Грейди родился в Бруклине (Нью-Йорк), он сын Уильяма П. О’Грейди и Мэри Лу Скардапейн (урождённой Гиустра, вновь вышла замуж). Окончил старшую школу Льюиса и Кларка в Спокане (Вашингтон). Бывший кадет воздушного гражданского аэронавигационого патруля и выпускник учебного корпуса офицеров резерва университета аэронавтики Эмбри-Райдла.
2 июня 1995 года самолёт О’Грейди был сбит над сербской территорией. О’Грейди выбросился с парашютом и продержался шесть дней, питаясь листвой, травой и муравьями, избегая сербских патрулей (один из которых прошёл вплотную к месту, где он замаскировался), пытаясь связаться с центром «Magic» воздушного командования НАТО. Он избежал плена и 8 июня был спасён командой американских морских пехотинцев из 24-го экспедиционного отряда, размещённого на корабле Kearsarge.
Фильм «В тылу врага» снят по мотивам его истории. Хотя О’Грейди, выступив на телевизионном шоу Hot Or Not, дал положительную оценку фильму, позднее он возбудил иск против кинокомпании, обвинив их в съёмке фильма без его разрешения. О’Грейди написал две книги в соавторстве с Майклом Френчем и Джеффом Коплоном, где подробно описал свои приключения, когда он был сбит над Боснией, и своё последующее спасение (Return with Honor и Basher Five-Two).
Позднее инцидент был отображён в 5-м эпизоде «Downed Pilot» и «Escape! — Escape From Bosnia: The Scott O’Grady Story» документальной телепрограммы «Situation Critical» канала History Channel.
Спустя три года после инцидента О’Грейди оставил службу в ВВС и перешёл в резерв, где продолжил летать на F-16. В мае 2007 он получил степень магистра библеистики теологической семинарии Далласа (Техас). Он проживает в городе Фриско округа Коллин, штат Техас.
О’Грейди является активным республиканцем, поддерживая таких политических кандидатов, как сенатор законодательного собрания штата Техас Брайан Бердвелл из Гранбери (Техас), выжившего после атаки 11 сентября 2001 года на Пентагон. В 1996 году он выступил на Национальном съезде республиканце в поддержку кандидата в президенты сенатора Роберта Доула. В 2004-м О’Грейди выступил в поддержку переизбрания президента Джорджа Буша-младшего, обвинив его соперника сенатора Джона Керри в измене за его поддержку вывода американских войск из Вьетнама
В сентябре 2011 года бывший лётчик выдвинул свою кандидатуру в Сенат штата Техас, но позднее приостановил свою предвыборную борьбу в связи с неопределённостью положения по округам Техаса.